# Aled Wyn Davies
Aled Wyn Davies (* 3. srpna 1974) je velšský klasický zpěvák – tenorista. Narodil se ve vesnici Llanbrynmair. Vystupoval po celém světě, včetně Austrálie, Spojených států amerických i velšské oblasti v Argentině. Své debutové album nazvané Nodau Aur fy Nghân vydal v roce 2006 (vydavatelství Sain). Druhá deska Erwau'r Daith následovala o devět let později. V devadesátých letech byl členem folkové skupiny Traed dan Bwrdd.

## Sólová diskografie
- Nodau Aur fy Nghân (2006)
- Erwau'r Daith (2015)